# Hirtshals
Hirtshals è un centro abitato della Danimarca situato nel Comune di Hjørring, nella regione dello Jutland Settentrionale.
Il centro abitato è situato sulla costa settentrionale dell'isola di Vendsyssel-Thy. 
Fino al 1º gennaio 2007 era capoluogo dell'omonimo comune che faceva parte della contea dello Jutland Settentrionale, al momento della soppressione il comune aveva una popolazione di 14 088 abitanti (2005) e una superficie di 196 km².

## Geografia
Hirtshals si trova sulla sporgenza che separa la Tannis bugt dalla Jammerbugt, due ampie baie sul mare del Nord.

## Monumenti e luoghi di interesse
Hirtshals ha un faro alto 35 m commissionato nel 1863 e progettato dall'architetto Niels Sigfred Nebelong che lavorò a lungo per l'ente di gestione dei fari danese progettando diversi fari in Danimarca tra i quali quello molto simile di Skagen.
Nei pressi del porto si trovano il North Sea Center, un centro di ricerca sulla pesca e il Nordsøen Oceanarium che è il più grande acquario dell'Europa del nord.
Sotto il faro si trovano i bunker del Vallo Atlantico risalenti al 1942/43, dopo la guerra furono rilevati dall'esercito danese. Attualmente vi si trova un museo.

## Il porto
Il porto, costruito tra il 1919 e il 1930 è stato il primo porto danese con accesso diretto sul mare del Nord, altri porti già esistenti erano situati infatti entro insenature o fiordi. 
Il porto peschereccio è il secondo della Danimarca, circa il 90% del pescato è destinato all'esportazione. 
Per quanto riguarda il trasporto passeggeri ci sono collegamenti con la Norvegia, le isole Fær Øer e verso l'Islanda.